# Isles-lès-Villenoy
Isles-lès-Villenoy è un comune francese di 908 abitanti situato nel dipartimento di Senna e Marna nella regione dell'Île-de-France.

## Storia

### Simboli
Lo stemma di Isles-lès-Villenoy è stato adottato nel 1992.

## Società

### Evoluzione demografica
Abitanti censiti